# 竜ヶ嵜唯雄
竜ヶ嵜 唯雄（りゅうがさき ただお、1920年1月28日 - 没年不明）は、昭和時代の大相撲力士。芝田山部屋から高砂部屋所属。茨城県龍ケ崎市出身。本名は中山 唯雄（なかやま ただお）。最高位は東十両12枚目。得意技は左四つ、寄り、上手投げ。

## 経歴
横綱・宮城山福松の芝田山部屋に入門、1935年5月場所で初土俵を踏む。親方が亡くなり、高砂部屋に移籍した1944年1月場所に十両に昇進するが、応召され全休する。翌5月場所に出場するが2勝8敗と負け越し、幕下に陥落する。その後は勝ち越すことなく、三段目まで陥落した1946年11月場所に廃業。廃業後は広島の野球チームグリーンバーグ（のち結城ブレーブス）に入団、捕手となった。1947年に国民野球連盟は解散し、チームも消滅した。

## 主な成績
- 通算成績：56勝50敗27休  勝率.528
- 十両成績：2勝8敗15休  勝率.200
- 現役在位：19場所
- 十両在位：2場所

### 場所別成績
| 1935年 （昭和10年） | x                   | （前相撲）            | x                        |
| 1936年 （昭和11年） | （番付外）          | （番付外）            | x                        |
| 1937年 （昭和12年） | （番付外）          | （番付外）            | x                        |
| 1938年 （昭和13年） | （前相撲）          | 東序ノ口13枚目 5–2    | x                        |
| 1939年 （昭和14年） | 西序二段10枚目 1–6  | 西序二段41枚目 5–3    | x                        |
| 1940年 （昭和15年） | 東序二段2枚目 4–4   | 西三段目58枚目 5–3    | x                        |
| 1941年 （昭和16年） | 東三段目35枚目 4–4  | 東三段目15枚目 5–3    | x                        |
| 1942年 （昭和17年） | 西幕下33枚目 4–4    | 西幕下29枚目 6–2      | x                        |
| 1943年 （昭和18年） | 西幕下12枚目 5–3    | 東幕下8枚目 6–2       | x                        |
| 1944年 （昭和19年） | 東十両12枚目 – 応召 | 東十両12枚目 2–8      | 東幕下4枚目 2–3          |
| 1945年 （昭和20年） | x                   | 東幕下8枚目 0–0–5     | 西三段目筆頭 2–3         |
| 1946年 （昭和21年） | x                   | 国技館修理 のため中止 | 東三段目7枚目 引退 0–0–7 |
| 各欄の数字は、「勝ち-負け-休場」を示す。 優勝 引退 休場 十両 幕下 三賞：敢=敢闘賞、殊=殊勲賞、技=技能賞 その他：★=金星 番付階級：幕内 - 十両 - 幕下 - 三段目 - 序二段 - 序ノ口 幕内序列：横綱 - 大関 - 関脇 - 小結 - 前頭（「#数字」は各位内の序列） |                     |                       |                          |

## 改名歴
- 竜ヶ嵜 唯雄（りゅうがさき ただお）1935年5月場所 - 1946年11月場所